# Osorno
Pour les articles homonymes, voir Osorno (homonymie).
Osorno est une  ville et une commune du Chili de  154 137 habitants environ située dans le sud du pays. Elle est la capitale de la province d'Osorno, elle-même rattachée à la région de Los Lagos (région des Lacs).

## Géographie

Position de Osorno (en rouge) au sein de la Région des Lacs.

### Situation
Osorno est située au sud de la Vallée Centrale du Chili. Le cœur historique de la ville est construit au confluent de deux cours d'eau le rio Rahue (ex rio de la Canoas) et le rio de las Damas. Osorno est située à 822 km au sud de Santiago du Chili et à 110 km au nord de Puerto Montt, la capitale de la région de Los Lagos. 

### Démographie
En 2012, la population de la commune s'élevait à 154 137 habitants. La superficie de la commune est de 951 km2 (densité de 162 hab./km2).

## Histoire

### Période pré-hispanique
Des traces de présence humaine remontant à environ 15 600 ans, notamment des traces de pas fossilisée, ont été découvertes sur le site archéologique de Pilauco Bajo situé sur le territoire de la commune. Ces chasseurs-cueilleurs vivaient à côté d'une mégafaune aujourd'hui disparue. Une culture de potiers, le complexe Pitrén, vit dans la région entre 300 et 2000 apr. J.-C.

### Premier établissement
En 1535, les conquistadors espagnols, venus du Pérou et menés par Pedro de Valdivia, pénètrent  sur le territoire du Chili actuel. À l'époque, la région est occupée par les  huilliches, un groupe ethnique faisant partie de la culture Mapuche. Lors d'une deuxième expédition, Valdivia fonde en 1541 Santiago puis, malgré l'opposition des populations indigènes, plusieurs agglomérations sur des territoires de la vallée centrale situés plus au sud. Valdivia planifie de créer une ville sur l'emplacement d'Osorno mais en 1553, il meurt au combat.
En 1558, le nouveau gouverneur du Chili García Hurtado de Mendoza et Manríquez, à la tête d'une troupe de 150 à 200 soldats, dont Alonso de Ercilla, reprend les plans de Valdivia et crée une agglomération sur l'emplacement de la ville moderne le 27 mars. Il la baptise villa de San Mateo de Osorno en l'honneur de son grand-père le comte de Osorno (Osorno la Mayor en Espagne). L'agglomération est construite selon un plan en damier traditionnel des colonies espagnoles. Elle comprend cinq rues d'est en ouest et six rues du nord au sud se coupant à angle droit en formant des blocs parfaitement carrés. Parmi les bâtiments construits figurent le couvent de San Francisco, la chapelle Notre Dame de Socorro, le couvent de Las Isabelas, l'église de la Vierge mère, un atelier monétaire, un hôpital royal, le siège du gouverneur ainsi que la prison. À la fin du siècle, la population atteint 1 000 personnes dont 400 Espagnols et 600 Mestizos (métis d'Espagnols et d'Amérindiens). Une route qui longe le rio Rahue la relie à Valdivia et l'île de Chiloé. Osorno est l'une des plus grandes et des plus prestigieuses agglomérations du Chili.
Mais la grande révolte des Huilliches de 1598 met un coup d'arrêt à la colonisation espagnole au sud du fleuve Biobío. L'agglomération est abandonnée par ses habitants, qui se réfugient dans l'île de Chiloé et à Valdivia. Elle est  détruite par les indigènes. Au cours des deux siècles suivants, le territoire reste entre les mains des Huilliches mais ceux-ci, régulièrement attaqués par des raids espagnols lancés depuis l'île de Chiloé, finissent par réduire leur présence dans la région,.

### Refondation et développement auXIXesiècle
En 1792, une expédition de reconnaissance, partie de la ville de Valvidia et menée par Tomás de Figueroa, retrouve les ruines de la ville. Ambrosio O'Higgins (père  de Bernardo O'Higgins) lance officiellement sa reconstruction le 13 janvier 1796 en reprenant le plan originel. Dès 1800, l'agglomération, sous l'impulsion du gouverneur Juan Mackenna O'Reilly, est reconstruite et compte plus de 1 000 habitants. L'élevage et l'agriculture sont encouragés. En 1833, la ville d'Osorno devient le chef-lieu du département du même nom rattaché à la région de Valdivia. Les premiers colons allemands arrivent en 1851 et sont à l'origine d'un décollage économique important. Des industries du secteur agro-alimentaire prennent leur essor : meuneries, brasseries… Le recensement de 1865 dénombre 1 536 habitants. Les habitants d'origine espagnole habitent principalement au sud-est dans des maisons en adobe recouvertes de tuiles tandis que les colons allemands se concentrent dans le nord-ouest et habitent des grandes maisons en bois à deux étages comprenant des galeries et des grandes fenêtres avec des toits en tôle galvanisée.

### XXe siècle
Le chemin de fer qui atteint la ville en 1895 accélère la croissance. En 1911, la ligne ferroviaire la relie également à Puerto Montt, la grande ville du sud. En 1903, Osorno s'étend au-delà du damier d'origine et de nouveaux quartiers se construisent comme Rahue, Ramas… En 1917, la première foire aux bestiaux est organisée. Dans les années 1920 tels que la loi sur l'alcool et la levée de la réglementation protectionniste sur la tannerie entrainent la disparition du secteur industriel développé par les colons allemands. En 1930, la population du département d'Osorno dépasse 30 000 habitants et il est transformé en province dont Osorno est la capitale. Au milieu du XXe siècle, la construction de la route panaméricaine qui forme la principale artère du pays entraine la construction de nouveaux quartiers vers l'est au plus près de cet axe. Le nouvel axe renforce le rôle de Osorno dans la production de bétail et de blé. En 1976, le gouvernement Pinochet met en application la régionalisation. La province d'Osorno est rattachée à la région de Los Lagos dont la capitale est Puerto Montt.

## Religion

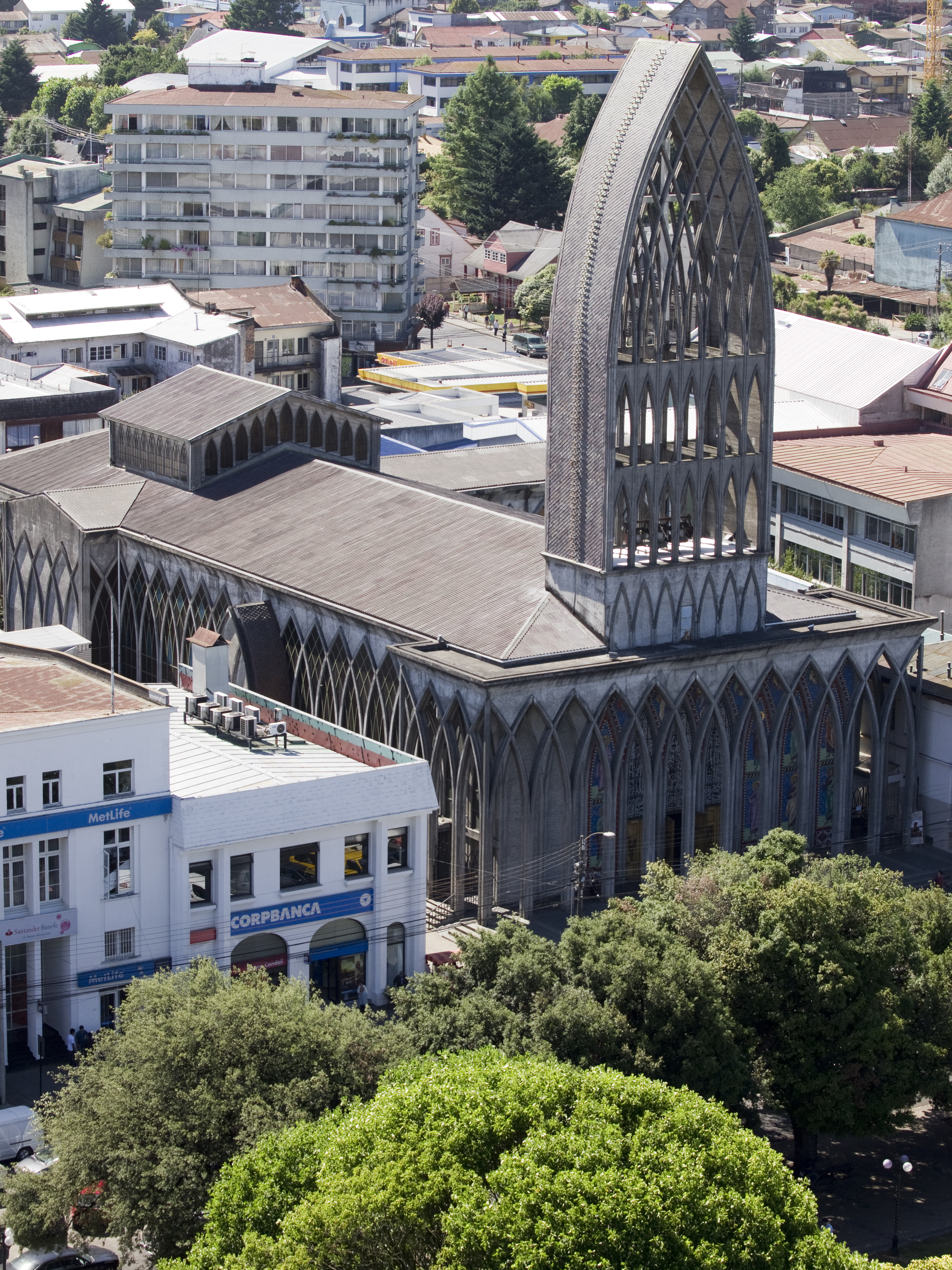
Cathédrale Saint-Matthieu-Apôtre.

Le catholicisme est encore la religion majoritaire d'Osorno, malgré la percée très rapide et récente du protestantisme évangélique. La ville est le siège du diocèse d'Osorno, avec la cathédrale moderne Saint-Matthieu-Apôtre (San Mateo Apóstol).

## Économie
Osorno est au centre d'une région agricole très riche spécialisée dans la production de céréales et l'élevage de bovins. L'industrie locale est liée au secteur agro-alimentaire : transformation de produits agricoles, production de machines agricoles. Une foire aux bestiaux réputée a lieu chaque année et permet de stimuler la qualité des espèces bovines et équines. Des tentatives de diversification sont en cours telles que la culture de bulbes de tulipes. Le tourisme joue un rôle croissant du fait de la proximité de ressources touristiques naturelles.

## Transports
Osorno est reliée au reste du pays par bus intercités qui partent de quatre stations. La gare de chemin de fer est désaffectée. L'aéroport d'Osorno, situé à 7 km à l'est de la ville, est doté d'une piste en dur de 2 km et dispose de liaisons régulières avec la capitale Santiago. Le trafic est réduit (moins de 50 000 passagers en 2016). 

## Climat
Le climat est de type océanique (Cfb dans la classification de Köppen) avec une légère influence méditerranéenne en été. 5 °C de moyenne en juillet (hiver) et 14 °C en janvier (été). Les précipitations sont particulièrement abondantes (1 332 mm par an) et étalées sur toute l'année avec une pointe en hiver.
| Mois                     | jan. | fév. | mars | avril | mai   | juin  | jui.  | août | sep.  | oct. | nov. | déc. | année   |
| ------------------------ | ---- | ---- | ---- | ----- | ----- | ----- | ----- | ---- | ----- | ---- | ---- | ---- | ------- |
| Température moyenne (°C) | 15,2 | 14,5 | 12,6 | 10,2  | 8,7   | 6,7   | 6,5   | 7,1  | 8,2   | 10,1 | 12,3 | 14,3 | 10,5    |
| Précipitations (mm)      | 48,7 | 60,5 | 53,2 | 105,2 | 199,6 | 198,8 | 197,8 | 173  | 104,6 | 80,3 | 58,7 | 60,4 | 1 331,8 |

## Galerie

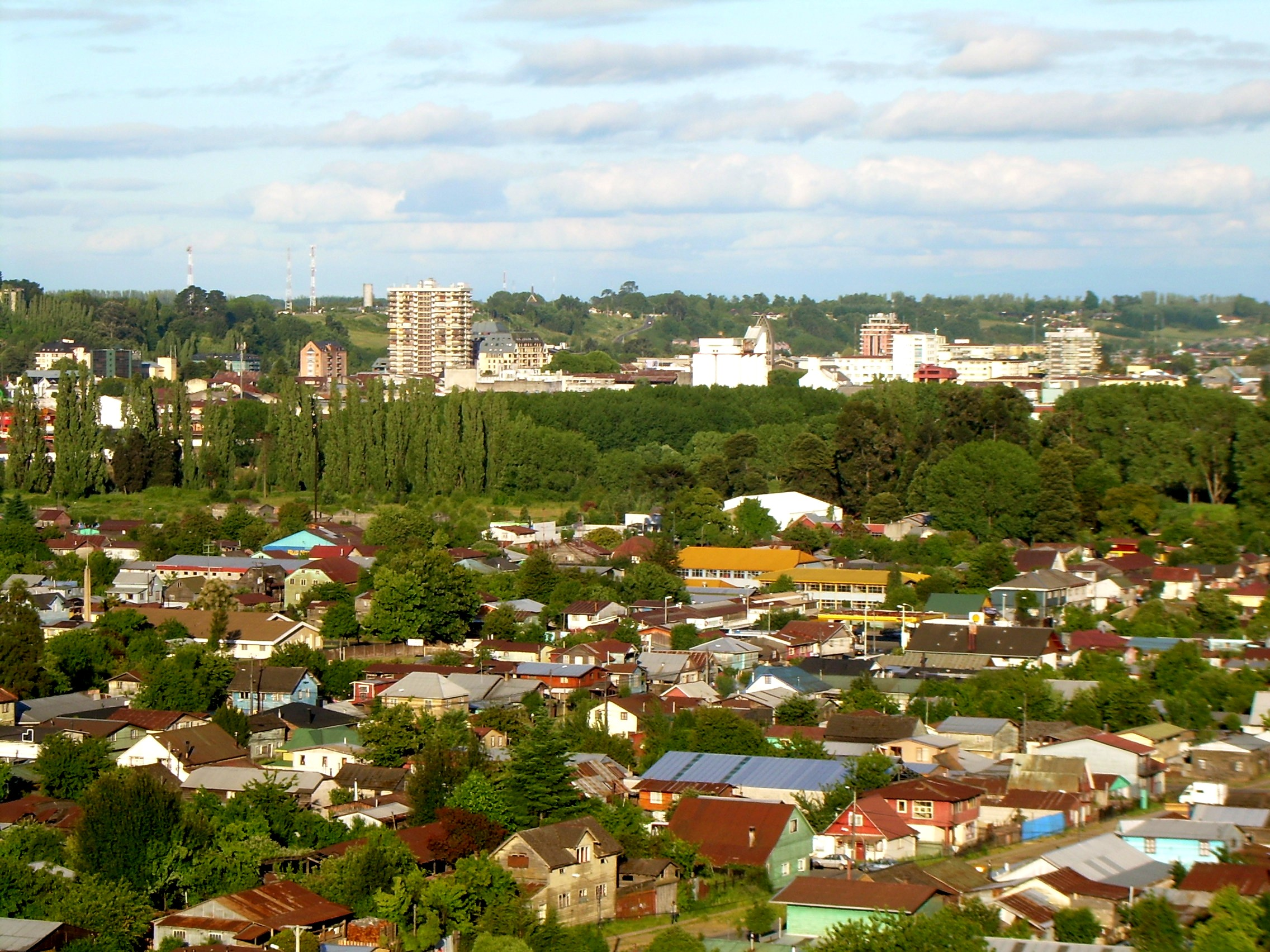
Vue panoramique de la ville.
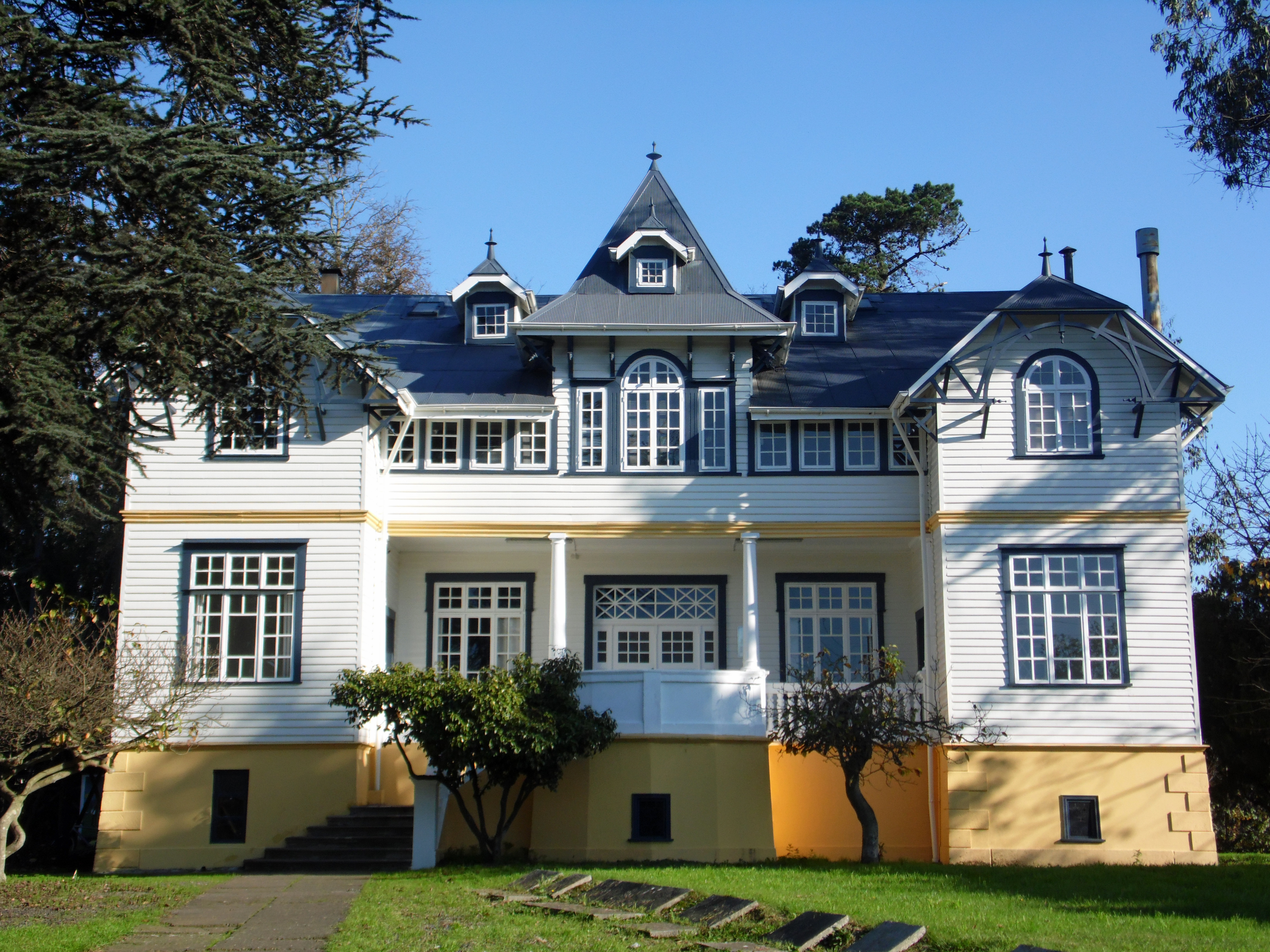
Casa Hollstein Chuyaca.
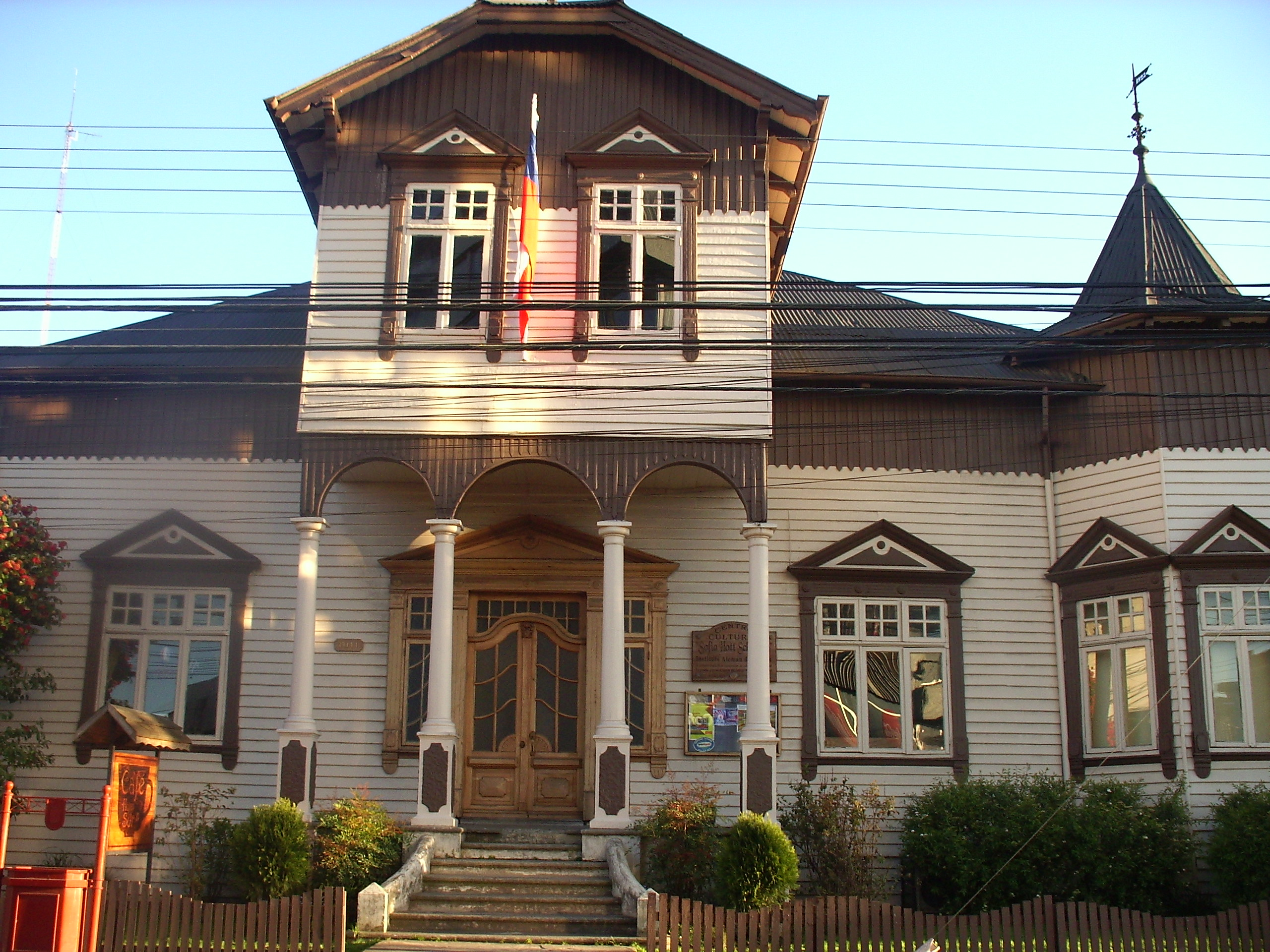
Casa Schüller.

## Personnalités nées à Osorno
- Luis Briceño, réalisateur
- Marina Arrate, psychologue et femme de lettres
- Sergio Coronado, député de la Deuxième circonscription des Français établis hors de France EELV(2012-)
- Carolina Ruiz Castillo, skieuse espagnole

### Médiagraphie

#### Webographie
- (es) Ensemble de documents sur Osorno couvrant la période 1558-1950
- (es) Plan d'Osorno en 1796
- (es) Plan d'Osorno en 1859